# Yokto
Yokto är ett SI-prefix som betyder 10-24. Ordet kommer från det grekiska όχτώ vilket betyder åtta.
SI-prefix sedan 1991 det minsta SI-prefixet tills ronto and quekto introducerades 2022.
Yokto kan användas för att ange en subatomär partikels massa, till exempel:
- Vilomassa av elektron: 0,000911 yg
- Vilomassa av proton: 1,6726 yg
- Vilomassa av neutron: 1,6749 yg
- Atommassenhet: 1,6605 yg

| SI-prefix | SI-symbol | 10n   | 1000n    | Namn           | Decimaltal                                | Sedan |
| --------- | --------- | ----- | -------- | -------------- | ----------------------------------------- | ----- |
| Quetta    | Q         | 1030  | 100010   | Kvintiljon     | 1 000 000 000 000 000 000 000 000 000 000 | 2022  |
| Ronna     | R         | 1027  | 10009    | Kvadriljard    | 1 000 000 000 000 000 000 000 000 000     | 2022  |
| Yotta     | Y         | 1024  | 10008    | Kvadriljon     | 1 000 000 000 000 000 000 000 000         | 1991  |
| Zetta     | Z         | 1021  | 10007    | Triljard       | 1 000 000 000 000 000 000 000             | 1991  |
| Exa       | E         | 1018  | 10006    | Triljon        | 1 000 000 000 000 000 000                 | 1975  |
| Peta      | P         | 1015  | 10005    | Biljard        | 1 000 000 000 000 000                     | 1975  |
| Tera      | T         | 1012  | 10004    | Biljon         | 1 000 000 000 000                         | 1960  |
| Giga      | G         | 109   | 10003    | Miljard        | 1 000 000 000                             | 1960  |
| Mega      | M         | 106   | 10002    | Miljon         | 1 000 000                                 | 1960  |
| Kilo      | k         | 103   | 10001    | Tusen          | 1 000                                     | 1795  |
| Hekto     | h         | 102   | 10002/3  | Hundra         | 100                                       | 1795  |
| Deka      | da        | 101   | 10001/3  | Tio            | 10                                        | 1795  |
| (Saknas)  | (Saknas)  | 100   | 10000    | Ett            | 1                                         | –     |
| Deci      | d         | 10−1  | 1000−1/3 | Tiondel        | 0,1                                       | 1795  |
| Centi     | c         | 10−2  | 1000−2/3 | Hundradel      | 0,01                                      | 1795  |
| Milli     | m         | 10−3  | 1000−1   | Tusendel       | 0,001                                     | 1795  |
| Mikro     | µ         | 10−6  | 1000−2   | Miljondel      | 0,000 001                                 | 1960  |
| Nano      | n         | 10−9  | 1000−3   | Miljarddel     | 0,000 000 001                             | 1960  |
| Piko      | p         | 10−12 | 1000−4   | Biljondel      | 0,000 000 000 001                         | 1960  |
| Femto     | f         | 10−15 | 1000−5   | Biljarddel     | 0,000 000 000 000 001                     | 1964  |
| Atto      | a         | 10−18 | 1000−6   | Triljondel     | 0,000 000 000 000 000 001                 | 1964  |
| Zepto     | z         | 10−21 | 1000−7   | Triljarddel    | 0,000 000 000 000 000 000 001             | 1991  |
| Yokto     | y         | 10−24 | 1000−8   | Kvadriljondel  | 0,000 000 000 000 000 000 000 001         | 1991  |
| Ronto     | r         | 10−27 | 1000−9   | Kvadriljarddel | 0,000 000 000 000 000 000 000 000 001     | 2022  |
| Quekto    | q         | 10−30 | 1000−10  | Kvintiljondel  | 0,000 000 000 000 000 000 000 000 000 001 | 2022  |

### Fotnoter
1. ↑  http://www.bipm.org/en/CGPM/db/19/4/
2. ↑  ”SI-prefixes” (på engelska). Internationella byrån för mått och vikt, BIPM. Dokumenterar prefixen Q, R, Y, Z, E, P, T, G, M, k, h, da, d, c, m, μ, n, p, f, a, z, y, r och q. https://www.bipm.org/en/measurement-units/si-prefixes. Läst 19 november 2022.